# 33-as busz (Dunaújváros)
A dunaújvárosi 33-as jelzésű autóbusz a Pálhalma - Szórád Márton út - Autóbusz-állomás - Vasmű út - Római körút - Kertváros - Volán-telep útvonalon közlekedik. A járatot a Volánbusz üzemelteti.

## Közlekedése
Csak tanítási napokon közlekedik, 1 járat 7:05-kor.

## Útvonala
| Pálhalma → Szórád Márton út → Autóbusz-állomás → Vasmű út → Római körút → Kertváros → Volán-telep |
| --- |
| Pálhalma – Pálhalma bejárati út – – Petőfi Sándor utca – Aranyvölgyi út – Szórád Márton út – Építők újta – Vasmű út – Apáczai Csere János út – Martinovics Ignác utca – Római körút – Apáczai Csere János út – Bercsényi Miklós utca – Bocskai István utca – Dózsa György út – Budai Nagy Antal út – Volán-telep |

## Megállóhelyei
| 0  | Pálhalma                     |                                                                 | Pálhalmai Országos Büntetés-végrehajtási Intézet |
| 7  | Szórád Márton út 44.         | 2, 4, 8, 11, 20, 22, 23, 24, 25, 27, 29, 35, 44                 | Dózsa György Általános Iskola, Margaréta Tagóvoda, Krisztus Király templom, Bánki Donát Gimnázium és Szakközépiskola |
| 9  | Szórád Márton út 20.         | 2, 4, 8, 11, 18, 20, 22, 23, 24, 25, 27, 29, 32, 35, 40, 44, 45 | Dunaújváros Áruház, Dunaújvárosi Egyetem, Széchenyi István Gimnázium és Kollégium, Dunaújvárosi SZC Kereskedelmi és Vendéglátóipari Szakgimnáziuma és Szakközépiskolája, Csillagvirág Óvoda                                                     |
| 11 | Autóbusz-állomás             | 2, 4, 8, 11, 18, 20, 22, 23, 24, 25, 27, 29, 32, 35, 40, 44, 45 | Helyközi autóbusz-állomás, Fabó Éva Sportuszoda, Aquantis Wellness- és Gyógyászati Központ, Vásárcsarnok, Dunaújvárosi Egyetem, Vasvári Pál Általános Iskola                                                                                    |
| 13 | Ady Endre utca               | 2, 3, 8, 11, 18, 20, 22, 23, 24, 25, 29, 32, 35, 40, 45         | Dunaújvárosi Víz-, Csatorna- Hőszolgáltató Kft., Stadion |
| 14 | Dózsa Mozi                   | 2, 3, 8, 11, 18, 20, 22, 23, 24, 25, 29, 32, 35, 40, 45         | Városháza, Kormányablak, Szent Pantaleon Kórház, Rendelőintézet, Intercisa Múzeum, Dózsa Mozicentrum, Móricz Zsigmond Általános Iskola, Nemzeti Adó- és Vámhivatal                                                                              |
| 16 | Liszt Ferenc kert            | 2, 3, 8, 11, 18, 20, 22, 23, 24, 25, 29, 32, 35, 40, 45         | József Attila Könyvtár, Munkásművelődési Központ, Dunaferr Szakközép- és Szakiskola Villamos Tagiskola, Petőfi Sándor Általános Iskola |
| 18 | Közgazdasági Szakközépiskola | 3, 11, 18, 24, 35, 40, 45                                       | Gárdonyi Géza Általános Iskola, Dunaújvárosi SZC Rudas Közgazdasági Szakgimnáziuma és Kollégiuma, Intercisa, római kori katonaváros, kőtár és romkert, Móra Ferenc Általános Iskola és Egységes Gyógypedgógiai Módszertani Intézmény, Víztorony |
| 19 | Domanovszky tér              | 3, 11, 18, 24, 35, 40, 45                                       | Móra Ferenc Általános Iskola és Egységes Gyógypedgógiai Módszertani Intézmény |
| 22 | Szilágyi Erzsébet Iskola     | 4, 18, 40, 44, 45                                               | Dunaújvárosi SZC Hild József Szakgimnáziuma, Szakközépiskolája és Szakiskolája, Aprók Háza Tagóvoda, Szilágyi Erzsébet Általános Iskola és Szakiskola                                                                                           |
| 24 | Bocskai utca                 | 4, 18, 40, 44, 45                                               | Dunaújvárosi Egyetem Semmelweis Kollégium, Kádár-völgyi Sportcentrum |
| 26 | Kertváros                    | 18, 32, 40, 44, 45                                              | Százszorszép Óvoda, Lorántffy Zsuzsanna Szakközépiskola és Szakiskola |
| 27 | VOLÁN telep                  |                                                                 | KNYKK Zrt. |